# Ruggero Oppi
Ruggero Oppi (Bologna, 7 giugno 1910 – ...) è stato un cantante e batterista italiano.
Viene considerato uno dei precursori della musica demenziale, grazie ad alcune sue canzoni basate su doppi sensi tra cui Ai Romani piaceva la biga (ripresa in seguito anche da Paolo Poli) è la più nota.

## Biografia
Inizia a suonare la batteria in alcune formazioni jazz bolognesi; il passaggio al professionismo avviene nel dopoguerra, quando nel 1947 forma un complesso con Dino Uccetta al sax e al violino, Giampaolo Grandi al pianoforte, Aldo Trentini al clarinetto e G. Toni al contrabbasso, con cui si esibisce in tutto il Nord Italia.
L'anno successivo entra nel complesso Henghel Gualdi al posto del precedente clarinettista Aldo Trentini; con Gualdi partecipa all'incisione di alcuni dischi di artisti della CGD, come Jula de Palma e Teddy Reno (tra cui, di quest'ultimo, Begin the Beguine/Stormy Weather, in cui lavora con Lelio Luttazzi), e suona nel programma radiofonico La Bacchetta d'Oro.
Nel 1951 pubblica un manuale di batteria; successivamente forma una sua orchestra, con cui si esibisce nei night club, proponendo oltre a successi del periodo, anche canzoni con ironie e doppi sensi di cui a volte è autore, di cui le più note sono Ai Romani piaceva la biga (scritta da Mario Panzeri e Gian Carlo Testoni, su musica di Max Springher) e Miss Irizza.
Nel 1954 debutta in televisione, partecipando con il suo complesso al programma L'orchestra della domenica, condotto da Pietro De Vico, come ospite musicale.
Incide per le etichette Fonola, Music e Combo Record, usando varie denominazioni (Ruggero Oppi e il suo quintetto, Ruggero Oppi e il suo Humor Ritmico, Oppi e i Roger's). Un'altra sua canzone, Acapulco (scritta insieme a Pinchi e Nino Ravasini), è stata tradotta in inglese da Carl Sigman.
Per un certo periodo il cantante e contrabbassista del complesso di Oppi è un giovane e ancora sconosciuto Sergio Endrigo.
Nel 1960 incide una sua versione del successo di Ghigo Coccinella, canzone che parla della transessuale Coccinelle, che viene pubblicata in Belgio dalla Moonglow Records.
Alla fine degli anni '60, dopo alcuni anni in cui continua a suonare dal vivo senza più incidere dischi, entra come timpanista nell'orchestra del Teatro Comunale di Bologna, attività che continua ancora per qualche anno fino al ritiro alla fine degli anni '70.

## Discografia

### 45 giri
- 1957 - Piccolissima serenata/Calypso italiano (Fonola, 7238; come Ruggero Oppi e il suo quintetto)
- 1957 - Domenica è sempre domenica/Non so dir (Fonola, 7239; come Ruggero Oppi e il suo quintetto)
- 1957 - Piccolissima serenata/Calypso italiano (Fonola, 7240; come Ruggero Oppi e il suo quintetto)
- 1957 - Come una volta/Ali ali ali (Fonola, NP 7227; come Ruggero Oppi e il suo quintetto)
- 1957 - Lisboa antigua/Vogliamoci tanto bene (Fonola, NP 7228; come Ruggero Oppi e il suo quintetto)
- 1957 - Domenica è sempre domenica/Vogliamoci tanto bene (Fonola, NP 1012; come Ruggero Oppi e il suo quintetto)
- 1958 - La biga/La barbiera di Siviglia (Music, 4104)
- 1958 - Simpatica/Melodia d'amore (Combo Record, 5071)
- 1958 - Lassame stà/Vurria sape' pecche' (Combo Record, 5072)
- 1958 - Il bullone (dove lo metto)/Vado a Cuba (Combo Record, 5083)
- 1958 - La biga/La Ninetta (Combo Record, 5114)
- 1958 - Storia di un amore/Lola del Golden Bar (Combo Record, 5115)
- 1958 -Calypso habanero/O Josefin (Combo Record, 5130)
- 1958 - Marinai, donne e guai/Gira l'hula hoop (Combo Record, 5131)
- 1958 - Mariti in città/'O sarracino (Combo Record, 5132)
- 1959 - Spacco tutto/Il duro (Combo Record, 5219)
- 1959 - Stasera tornerò/Arrivederci (Combo Record, 5220)
- 1959 - Cantiamo all'amore/Bella bimba (Combo Record, 5221)
- 1959 - Chi è?/Guarda che luna! (Combo Record, 5222)
- 1960 - Ramona/Il nostro giorno (Combo Record, 5488; pubblicato come Oppi e i Roger's - canta Henry Belmont)
- 1960 - Stasera tornerà/Arrivederci (Combo Record, T 0530)
- 1960 - Coccinella/Bella bimba (Moonglow Records, 42052; pubblicata in Belgio)
- 1961 - Ai Romani piaceva la biga/La Ninetta (Humor, 10; come Ruggero Oppi e il suo humor ritmico)
- 1961 - Calcutta/Pepe (Combo Record, 5414; pubblicato come Oppi e i Roger's - canta Henry Belmont)
- 1961 - Viens a Juan les Pins/Il nostro giorno (Carnevale in città) (Combo Record, 5415; pubblicato come Oppi e i Roger's - canta Henry Belmont)
- 1961 - Il buio in cima alle scale/Ramona (Combo Record, 5416; pubblicato come Oppi e i Roger's - canta Henry Belmont)
- 1962 - Il mio cuore in Messico/Primo amore (Combo Record, 5547)
- 1962 - Il leone addormentato/Paris blues (Combo Record, 5548)

### EP
- 1957 - Oppi e il suo quintetto (Fonola, 4022; come Ruggero Oppi e il suo quintetto)
- 1957 - Piccolissima serenata/Calypso italiano/Domenica è sempre domenica/Non so dir (Fonola, 4025; come Ruggero Oppi e il suo quintetto)
- 1957 - La più bella del mondo/Mandolino serenata/Only You/Lucianella (Fonola, 4026; come Ruggero Oppi e il suo quintetto)
- 1958 - Ruggero Oppi e il suo humor ritmico (Music, EPM 10104)
- 1959 - Simpatica/Melodia d'amore/Vurria sape' pecchè/Lassame sta' (Combo Record, F 10032; come Ruggero Oppi e il suo quintetto - canta Otello Tabarroni)
- 1959 - Ruggero Oppi e il suo humor ritmico (Combo Record, F 10033; come Ruggero Oppi e il suo quintetto)
- 1959 - Ruggero Oppi e il suo quintetto (Combo Record, F 10057; come Ruggero Oppi e il suo quintetto)
- 1959 - O Josefin/Calypso habanero/Lola del Golden Bar/Storia di un amore (Combo Record, F 10058; come Ruggero Oppi e il suo quintetto - canta Otello Tabarroni)
- 1959 - Ruggero Oppi e il suo complesso - cantano R. Oppi e O. Tabarroni (Combo Record, F 10097)
- 1959 - Ruggero Oppi e il suo complesso - cantano R. Oppi e O. Tabarroni (Combo Record, F 10098)